# Hypochrysops gemma
Hypochrysops gemma är en fjärilsart som beskrevs av Van Eecke 1924. Hypochrysops gemma ingår i släktet Hypochrysops och familjen juvelvingar. Inga underarter finns listade i Catalogue of Life.